# Limerodops unilineatus
Limerodops unilineatus är en stekelart som först beskrevs av Johann Ludwig Christian Gravenhorst 1829.  Limerodops unilineatus ingår i släktet Limerodops och familjen brokparasitsteklar. Inga underarter finns listade i Catalogue of Life.